# The World of Marianne Faithfull
The World of Marianne Faithfull es un álbum recopilatorio de la cantante británica Marianne Faithfull lanzado en febrero de 1969 como parte de una serie de la discográfica Decca llamada «The World of...». Este álbum sería el decimoséptimo de la serie de cien álbumes recopilatorios de grandes cantantes de la discográfica.
También fue lanzado en Norteamérica bajo el título de Marianne Faithfull's Greatest Hits. No se alteró el orden de las canciones ni se agregó o quitó otra. Simplemente se cambió el título y el color de la fotografía de la portada. Hasta en 1987, cuando se relanzó también bajo el nombre alternativo, se alteró el orden, se agregaron seis canciones más y se descartó «Scarborough Fair».

## Publicación
Se lanza por primera vez en febrero de 1969 en formato vinilo, tanto en estéreo como en monoaural, como parte de una serie de recopilaciones a precios asequibles lanzados por Decca desde 1968, titulada, "The World Of...". En Estados Unidos, Canadá y Nueva Zelanda es lanzado bajo el título "Marianne Faithfull's Greatest Hits".
En 1981 es lanzado en Canadá como parte de la serie Starburst Collection Series, que compila una serie de títulos en calidad de vinilo virgen y casetes "cro2", bajo el título "The Best of...". A diferencia de la portada original, esta contiene la misma fotografía de Sheila Rock y diseño de John Gordon que se presenta en el álbum recopilatorio "As Tears Go By", lanzado también ese mismo año.
El 2 de noviembre de 1987, el sello ABKCO lanza en América una versión extendida bajo el título: "Marianne Faithfull's Greatest Hits". Por primera vez en formato CD, reemplazando la canción "Scarborough Fair" por "Counting", "Something Better", "With You in Mind", "I Have a Love", "Some Other Spring" y "Sister Morphine". Esta también incluye la versión en estéreo de "Is This What I Get For Loving You?".

## Recepción y crítica
El 29 de marzo de 1969, la revista americana Cash Box escribió una reseña diciendo, «London Records celebra el regreso de la alondra inglesa Marianne Faithfull al pliegue del canto (hará su primera aparición en mucho tiempo en el próximo especial de los Rolling Stones) con esta colección de éxitos americanos e ingleses pasados. "As Tears Go By", "Come and Stay with Me", "This Little Bird" y "Summer Nights" son unidas por las interpretaciones de la alondra de "Scarborough Fair", "Monday Monday", "Yesterday" e "Is This What I Get for Loving You?". El sonido de Marianne puede ser objeto de reconocimiento como resultado de esta colección».
Sin embargo, más allá de la crítica positiva, no logró entrar al Top 100. Su puesto más alto fue el número 102, el 12 de abril de ese mismo año.
En Billboard, ingresó el 5 de abril al Top 200, por diez semanas. En su tercera semana obtuvo su mejor puesto en el número 171.

## Lista de canciones
- The World of Marianne Faithfull (Reino Unido), Marianne Faithfull's Greatest Hits (Estados Unidos)

| Lado 1 |                    |                                                 |                    |          |  |
| N.º    | Título             | Escritor(es)                                    | Productor(es)      | Duración |  |
| 1.     | «As Tears Go By»   | Mick Jagger, Andrew Loog Oldham, Keith Richards | Andrew Loog Oldham | 2:35     |  |
| 2.     | «This Little Bird» | John D. Loudermilk                              | Tony Calder        | 2:00     |  |
| 3.     | «Summer Nights»    | Brian Henderson, Liza Strike                    | Mike Leander       | 1:48     |  |
| 4.     | «Scarborough Fair» | Trad. arr. Jon Mark                             | Mike Leander       | 3:02     |  |
| 5.     | «Monday, Monday»   | John Phillips                                   | Mike Leander       | 3:07     |  |

| Lado 2 |                                      |                                         |                    |          |  |
| N.º    | Título                               | Escritor(es)                            | Productor(es)      | Duración |  |
| 1.     | «Come and Stay with Me»              | Jackie DeShannon                        | Tony Calder        | 2:25     |  |
| 2.     | «Is This What I Get for Loving You?» | Gerry Goffin, Carole King, Phil Spector | Andrew Loog Oldham | 3:00     |  |
| 3.     | «Yesterday»                          | John Lennon, Paul McCartney             | Mike Leander       | 2:15     |  |
| 4.     | «Tomorrow's Calling»                 | Eric Woolfson                           | Mike Leander       | 2:58     |  |
| 5.     | «In My Time of Sorrow»               | DeShannon, Jimmy Page                   | Tony Calder        | 2:20     |  |
| 6.     | «Go Away from My World»              | Jon Mark                                | Mike Leander       | 2:29     |  |

- Marianne Faithfull's Greatest Hits (Estados Unidos)

| Reedición extendida en CD (1987) |                                     |                                            |               |          |  |
| N.º                              | Título                              | Escritor(es)                               | Productor(es) | Duración |  |
| 1.                               | «As Tears Go By»                    |                                            |               | 2:40     |  |
| 2.                               | «Counting»                          | Bob Lind                                   | Mike Leander  | 2:58     |  |
| 3.                               | «This Little Bird»                  |                                            |               | 2:04     |  |
| 4.                               | «Summer Nights»                     |                                            |               | 1:48     |  |
| 5.                               | «Something Better»                  | Goffin, Barry Mann                         | Mick Jagger   | 2:45     |  |
| 6.                               | «Come and Stay with Me»             |                                            |               | 2:27     |  |
| 7.                               | «Monday, Monday»                    |                                            |               | 3:10     |  |
| 8.                               | «With You in Mind»                  | DeShannon                                  | Mike Leander  | 2:29     |  |
| 9.                               | «Yesterday»                         |                                            |               | 2:19     |  |
| 10.                              | «Go Away from My World»             |                                            |               | 2:35     |  |
| 11.                              | «Tomorrow's Calling»                |                                            |               | 3:02     |  |
| 12.                              | «In My Time of Sorrow»              |                                            |               | 2:22     |  |
| 13.                              | «Is This What I Get for Loving You» |                                            |               | 3:54     |  |
| 14.                              | «I Have a Love»                     | Leonard Bernstein, Stephen Sondheim        | Mike Leander  | 2:51     |  |
| 15.                              | «Some Other Spring»                 | Arthur Herzog, Jr.                         | Mike Leander  | 2:33     |  |
| 16.                              | «Sister Morphine»                   | Marianne Faithfull, Jagger, Keith Richards | Mick Jagger   | 5:29     |  |
| 44:35                            |                                     |                                            |               |          |  |

## Historial de lanzamiento a nivel mundial
| País           | Fecha de publicación | Título                             | Formato                | Discográfica / Núm. cat.                                             |
| -------------- | -------------------- | ---------------------------------- | ---------------------- | -------------------------------------------------------------------- |
| Reino Unido    | Septiembre de 1969   | The World Of Marianne Faithfull    | Vinilo                 | Decca SPA 17 (estéreo), PA 17 (mono), SSS 161 Y (Super Sound Stereo) |
| Alemania       |                      | The World Of Marianne Faithfull    | Vinilo                 | Decca ND 480 (Musik Für Alle Series)                                 |
| Países Bajos   | 1969                 | The World Of Marianne Faithfull    | Vinilo                 | Decca 846 040 XBY (estéreo)                                          |
| Sudáfrica      | 1969                 | The World Of Marianne Faithfull    | Vinilo                 | Decca SPA 17 (estéreo)                                               |
| Sudáfrica      |                      | The World Of Marianne Faithfull    | Vinilo                 | Decca, Sung Eum Limited SEL-RD 023                                   |
| Australia      |                      | The World Of Marianne Faithfull    | Vinilo                 | Decca SPA 17 (estéreo)                                               |
| Nueva Zelanda  | 1969                 | Marianne Faithfull's Greatest Hits | Vinilo                 | Decca SPA 17 (estéreo)                                               |
| Estados Unidos | 1969                 | Marianne Faithfull's Greatest Hits | Vinilo y cinta abierta | London Records PS 547 (estéreo), LPL 70157                           |
| Canadá         | 1969                 | Marianne Faithfull's Greatest Hits | Vinilo                 | London Records PS 547 (estéreo)                                      |
| Canadá         | 1981                 | The Best Of...                     | Vinilo                 | London Records MIP-1-9372                                            |

- Reedición extendida

| País           | Fecha de publicación   | Título                             | Formato             | Discográfica / Núm. cat.    |
| -------------- | ---------------------- | ---------------------------------- | ------------------- | --------------------------- |
| Estados Unidos | 2 de noviembre de 1987 | Marianne Faithfull's Greatest Hits | Vinilo, CD y casete | ABKCO 75472 547             |
| Estados Unidos | 1987                   | Marianne Faithfull's Greatest Hits | Vinilo              | London Records 75471 PS 547 |
| Canadá         | 1987                   | Marianne Faithfull's Greatest Hits | Vinilo              | London Records 75471 PS 547 |